# Ferruccio Furlanetto
Ferruccio Furlanetto (geboren am 16. Mai 1949 in Sacile) ist ein italienischer Opernsänger (Bassbariton).

## Leben
Ferruccio Furlanetto studierte zuerst klassische Philologie und Naturwissenschaften, bevor er sich mit 22 Jahren für ein Gesangsstudium entschied. Nach ersten Auftritten in Trieste, Lonigo und New Orleans debütierte er 1979 an der Scala als Banco in Macbeth unter der musikalischen Leitung von Claudio Abbado. Seither hat er sich ein weit gefächertes Repertoire – vom Barock bis zu zeitgenössischen Werken – erarbeitet und ist an wichtigen Bühnen Europas und Amerikas aufgetreten. Zu seinen Paraderollen zählen Figaro und Graf Almaviva in Mozarts Le nozze di Figaro, der Sparafucile im Rigoletto und der Großinquisitor im Don Carlos. Große Erfolge feierte er auch als Zaccaria im Nabucco und als Boris Godunow sowie zuletzt als Francesco Foscari in I due Foscari.
Im Konzertsaal und in Kirchenräumen wird Furlanetto insbesondere für die Basspartien in Verdis Requiem und Mozarts Krönungsmesse (KV 317) geschätzt. Er hat mit berühmten Dirigenten wie Daniel Barenboim, Valery Gergiev, Herbert von Karajan, James Levine und Riccardo Muti zusammengearbeitet. An der Wiener Staatsoper ist er seit 1985 in über 240 Vorstellungen aufgetreten, darunter 21 Mal als König Philipp II. in Verdis Don Carlos. 2001 wurde ihm von diesem Haus der Titel Kammersänger verliehen. Bei den Salzburger Festspielen sang Furlanetto seit 1986 in mehreren Mozart-Opern, später den König Philipp II. und 2007 den Fürsten Gremin in Eugen Onegin. 2017 war er erneut bei den Salzburger Festspielen zu sehen und gab den Boris Timofejewitsch Ismailow in Lady Macbeth von Mzensk.

## Rollenrepertoire
- Giuseppe Verdi
  - Oberto, Conte di San Bonifacio (Oberto)
  - Macbeth (Banco)
  - Simon Boccanegra (Fiesco)
  - Ernani (Silva)
  - Nabucco (Zaccaria)
  - Rigoletto (Sparafucile)
  - Don Carlo (Filippo II, Grande Inquisitore)
  - Attila (Attila)
  - I vespri siciliani (Procida)
  - Luisa Miller (Conte Walter)
- Jules Massenet
  - Don Quichotte (Don Quichotte)
  - Hérodiade (Phanuel)
  - Manon (Comte des Grieux)
- Modest Mussorgski
  - Boris Godunow (Boris Godunow)
- Richard Strauss
  - Elektra (Orest)
- Charles Gounod
  - Faust (Mephistopheles)
- Wolfgang Amadeus Mozart
  - Don Giovanni (Don Giovanni, Leporello)
  - Le nozze di Figaro (Figaro, Conte Almaviva)
  - Die Zauberflöte (Papageno)
  - Così fan tutte (Guglielmo, Don Alfonso)

- Fromental Halévy
  - La Juive (Cardinal Brogni)
- Pjotr Iljitsch Tschaikowski
  - Eugen Onegin (Gremin)
- Ildebrando Pizzetti
  - Assassinio nella cattedrale (Thomas Becket)
- Vincenzo Bellini
  - La sonnambula (Conte Rodolfo)
  - Norma (Oroveso)
- Amilcare Ponchielli
  - La Gioconda (Alvise Badoer)
- Gioachino Rossini
  - Il barbiere di Siviglia (Don Basilio)
  - Il viaggio a Reims (Lord Sidney)
  - L’italiana in Algeri (Mustafà)
  - La gazza ladra (Fernando)
  - Armida (Idraote)
  - Semiramide (Assur)
- Gaetano Donizetti
  - Don Pasquale (Don Pasquale)
  - Roberto Devereux (Sir Raleigh, Lord Cecil)
- Arrigo Boito
  - Mefistofele (Mefistofele)